# Racines (film, 1955)
Pour les articles homonymes, voir Racine.
Pour plus de détails, voir Fiche technique et Distribution.
Racines (titre original : Raíces) est un film mexicain réalisé par Benito Alazraki et sorti en 1955.

## Synopsis
Le film se compose d'un prologue et de quatre récits ayant pour thème la vie des Indiens du Mexique.
- 1. Les Vaches (Las Vacas) : Une famille de paysans dans un village du Mezquital se débat dans une extrême misère. L'épouse doit abandonner son mari et son enfant pour s'employer comme nourrice auprès d'un couple de Blancs.
- 2. Notre-Dame ou Le Filleul (Nuestra Señora) : Une jeune anthropologue vient étudier sur place les coutumes des Indiens Tzotzils du Chiapas. Après avoir constaté son incompréhension des mentalités et des sensibilités de ce peuple, elle déchire sa thèse.
- 3. Le Borgne (El Tuerto) : Un jeune garçon borgne est le souffre-douleur de ses camarades de classe. Il devient aveugle à la suite de l'explosion d'une fusée lors d'un feu d'artifice. Sa mère crie au miracle. « Maintenant », lui dit-elle, « tes camarades ne te frapperont plus. » (tourné dans le Yucatán).
- 4. La Pouliche (La Potranca) : Un archéologue harcèle sa jeune et belle servante maya. Il propose au père de celle-ci de l'acheter afin d'améliorer la race. L'Indien croit, pour sa part, aux bienfaits du métissage : il réclame, moyennant une forte somme d'argent, l'épouse de l'archéologue. Le couple blanc doit alors quitter la région. (tourné dans l'État de Vera Cruz).

## Fiche technique
- Titre du film : Racines
- Titre original : Raíces
- Réalisation : Benito Alazraki
- Scénario : Carlos Velo, Manuel Barbachano Ponce, María Elena Lazo, José Miguel García Ascot, Fernando   Espejo d'après les récits de Francisco Roja González.
- Photographie : Ramón Muñoz (prologue), Walter Reuter (épisodes 1, 3, 4), Hans Beimler (épisode 2) - Noir et blanc
- Musique : Guillermo Noriega (1), Rodolfo Halffter (2), Blas Galindo (3), Pablo L. Moncayo (4)
- Montage : Miguel Campos, Luis Sobreyra
- Production : Manuel Barbachano Ponce pour Teleproducciones
- Pays d'origine :  Mexique
- Genre : Drame
- Durée : 103 minutes
- Sortie : 10 juin 1955 au Mexique ; 2 décembre 1955 en France

## Distribution
Les Vaches :
- Beatriz Flores : Marina
- Juan de la Cruz : Esteban
- Juan Cano : Don Remigio

Notre Dame :
- Olimpia Alazraki : Jane
- Juan Hernández : Mariano
- Ángel Lara : le prêtre

Le Borgne
- Miguel Ángel Negrón : le borgne
- Antonia Hernández : la mère

La Pouliche
- Alicia del Lago : Xanath
- Carlos Robles Gil : Eric
- Teódalo González : Teódalo
- Laura Holt : Vivian

## Commentaire
- Tourné dans l'État du Chiapas, Racines fut un des rares films mexicains d'après-guerre à avoir connu une audience internationale. Le film fit d'ailleurs partie de la sélection officielle au Festival de Cannes 1955[1]. Selon Paulo Antonio Paranagua, son réalisme « tranche avec l'idéalisation jusqu'alors mise en scène et photographiée par ses compatriotes Emilio Fernández et Gabriel Figueroa. »[2]
- « Dans un style qui essaie d'unir une dramatisation percutante à un certain hiératisme »[3], Racines ne se contente pas de critiquer l'abandon et le dédain dans lesquels sont maintenues les populations indiennes. Il cherche, non sans humour et cruauté, à « exalter la beauté, la dignité silencieuse et la fierté innée de cette race. »[4]
- Selon Georges Sadoul, le film serait avant tout l'œuvre du producteur Manuel Barbachano Ponce et du cinéaste espagnol Carlos Velo. Effectivement, la filmographie ultérieure de Benito Alazraki ne s'apparente en aucune façon à cette première réalisation.

## Distinctions
- 1955 : Prix de la Critique internationale au Festival de Cannes[5].